# Esprit (CAD/CAM)
ESPRIT ist ein Programm um CNC-Maschinen mittels NC-Code zu programmieren. Folgende Maschinen werden unterstützt:
- Drehen bis 22 Achsen
- Fräsen bis 5 Achsen, auch simultan[1]
- Drahterodieren bis 5 Achsen[1]
- Wasserstrahlschneiden
- Laserschneiden
- 3D-Drucken (Additive Suite)

Das System ist modular aufgebaut, das heißt jeder kann sich gleich einem Baukasten das System so zusammenstellen, wie er es benötigt.
Für ESPRIT sind ca. 450 Postprozessoren für viele gängige Maschinen verfügbar. Kundenspezifische Postprozessoren können erstellt und angepasst werden. Allerdings müssen seit 2020 alle Postprozessoren ein kostenpflichtiges Lizenzierungsverfahren durchlaufen.
ESPRIT verfügt über eine komplett Windows-native Oberfläche, ist dadurch leicht zu erlernen und kann den Bedürfnissen des Anwenders problemlos angepasst werden. Außerdem verfügt es über eine integrierte VBA-Umgebung, so dass sich jeder Anwender Makros schreiben kann und das System entsprechend seinen Bedürfnissen erweitern kann.
Die Simulation verfügt über komplette komplexe Maschinenumgebungen, das heißt jeder Anwender kann seine Maschine 100 % realistisch simulieren, um sicherzustellen, dass in der Werkstatt während der Bearbeitung keine Kollisionen auftreten.
Der amerikanische Softwarehersteller DP Technology wurde 1982 von Dan Frayssinet und Paul Ricard gegründet und hat heute 250 Angestellte und 21 Verkaufsbüros auf drei Kontinenten.